# حزب الشغيلة الشيوعي الأردني
حزب الشغيلة الشيوعي الأردني حزب شيوعي ماركسي لينيني أسسه مجموعة الشيوعيين الأردنيين إثر خلافات سياسية وتنظيمية مع الحزب الشيوعي الأردني بقيادة يعقوب زيادين ومازن حنا

## نبذة عن الحزب
نشر الحزب أبان تأسيسه هذا التعريف السياسي عن طبيعته ويظهر في نظامه الداخلي بعض أشكال الخلافات السياسية مع الحزب الشيوعي الأردني والتي أظهرها خلاف حول قضية تمويل أجنبي أدعى مؤسسوا الشغيلة أن تياراً داخل الحزب تورط فيهز
حزب الشغيلة الشيوعي الأردني هو تنظيم سياسي طوعي لمواطنين أردنيين يوافقون على مبادئه واهدافة وسياساته ومنطلقاته الايديولوجية ويلتزمون بنظامة الاساسي وجماهير الفلاحين والمثقفين وصغار الكسبة وسائر الكادحين والعاملين باجر، ويناضلون في سبيلها وبستلهمون الماركسية –اللينينية ومنهجها الجدلي المادي التاريخي لتحليل الواقع وفهمه وتغيره ويكافحون من اجل انجاز مهام المرحلة الوطنية الديمقراطية على طريق بناء المجتمع الاشتراكي وتعزيز الانفراج الديمقراطي وترسيخ دعائم المجتمع المدني وبناء دولة القانون والمؤسسات واحترام حقوق الإنسان وحرياته التي كفلها الدستور ونصت عليها المواثيق الدولية.
ان حزب الشغيلة الشيوعي الأردني حزب مكافح بحزم ضد الصهيونية وضد الطبيعة التوسعية العدوانية للكيان الصهيوني ونهجه المعادي للمصالح الجذرية لشعوبنا العربية ويتصدى بثبات لكافة مظاهر التطبيع معه. حزب يناضل دون هواده ضد الامبريالية والمؤسسات المالية والاقتصادية الدولية الخاضعة لنفوذها والتي تسعى لفرض التبعية الاقتصادية والسياسية والثقافية على شعوب العالم وبلدانه وحرمانها من اختيار طريق تطورها المستقل وتجاوز ازماتها وتخلفها متعدد الوجوه والاشكال.
حزب لن يتوانى عن تعزيز التلاحم الكفاحي مع كافة القوى الوطنية والتقدمية في الأردن وفي طليعتها الاحزاب والقوى اليسارية والقومية وسيقوي من علاقاته مع كافة الاحزاب والحركات السياسية المناهضة للامبريالية والصهيونية والمعادية لقوى التخلف على الصعيدين العربي والدولي وفي مقتدمتها الاحزاب التي تشاطرنا ذات التوجهات الفكرية والسياسية.
ويشكل حزب الشغيلة الشيوعي الأردني امتدادا لنظال الشيوعيين وتاريخهم الكفاحي المجيد وتضحياتهم الجسام في سبيل مستقبل الإنسان الإنسان والوطن الأردني واستمرار لعملهم التنظيمي الذي ابتدا عام 1951 واستمر حتى آب 1998 تاريخ انعقاد المؤتمر الاستثنائي للحزب الشيوعي الأردني والذي أصبح يشكل الانطلاقة لحزب الشغيلة الشيوعي الأردني.
أعضاء المكتب السياسي:
1- السيد يعقوب زيادين /رئيس ومؤسس الحزب.
2- الدكتور مازن حنا / الامين العام للحزب.
3- السيد محمد حسن ذياب«أبو حسن».
4- السيدة رفيقة الوزني.
5- السيد جهاد الشرع.
6- السيد أمجد طوالبة.
7- السيد غسان عويس.

## الاندماج مع الحزب الشيوعي الأردني
أعلن الحزب الشيوعي وحزب الشغيلة التوحد في حزب واحد تحت اسم الحزب الشيوعي الأردني.

## وصلات خارجية
النظام الاساسي لحزب الشغيلة الشيوعي
1. ↑  الشغيلة والشيوعي يتوحدان بحزب واحد